# Dave Wolverton
Dave Wolverton, född 15 maj 1957 i Springfield, Oregon, död 14 januari 2022 i St. George, Utah, var en amerikansk science fictionförfattare som även är känd under pseudonymen David Farland när han skrev fantasy. Hans mest kända verk är Runelords.